# Прудников, Дмитрий Сергеевич
Дмитрий Сергеевич Прудников (род. 6 января 1988, Краснотурьинск, Свердловская область) — российский игрок в мини-футбол. Защитник клуба «Ухта» и сборной России. Заслуженный мастер спорта России (2012).

## Биография

### Начало карьеры
Дмитрий Прудников родился в Краснотурьинске. Первым спортом в его жизни был хоккей с мячом, очень популярный в городе. Прудников занимался им до 10 лет, после чего переключился на мини-футбол. До 14 лет занимался в местной школе, финансировавшейся югорским клубом «ТТГ-Ява». Затем перешёл в клуб «ВИЗ-Синара». С 2004 года стал привлекаться к основной команде, однако первым полноценным сезоном в его карьере стал сезон 2005/06. Тогда он забил 14 голов, внеся вклад в первые за семь лет серебряные медали для клуба. В следующем сезоне Прудников забил уже 18 голов. В победном для клуба Кубке России в двух финальных матчах забил в ворота московского «Динамо» трижды.
В сборной России дебютировал в матчах «Кубка Финпромко» в Екатеринбурге 27 января 2008 года в матче против сборной Хорватии. На следующий день забил свой первый мяч за сборную в ворота сборной Украины, принеся своей команде победу на турнире.
В апреле 2008 года в финальных матчах Кубка УЕФА Прудников забил и в полуфинальном матче против «Кайрата», и в финале против «Эль-Посо». Эти голы помогли екатеринбургской команде выиграть турнир.
На момент начала чемпионата мира 2008 года Прудников провёл в составе сборной лишь два товарищеских матча. Несмотря на это, он попал в состав команды и стал одним из главных открытий турнира. С семью забитыми мячами вошёл в десятку лучших бомбардиров чемпионата.
Был капитаном команды на молодёжном чемпионате Европы 2008, забил единственный гол полуфинального матча против сборной Украины, а также решающий гол финального матча против сборной Италии. Вскоре он был признан «UMBRO Futsal Awards» лучшим молодым футболистом мира прошедшего года.

### Чемпионские титулы
В сезоне 2008/09 «ВИЗ-Синара» выиграла первый для себя чемпионский титул, а Прудников был признан по итогам сезона лучшим нападающим чемпионата России. Ситуация повторилась и в следующем сезоне.
Несколько важнейших матчей и турниров пропустил из-за травм. В 2009 году перелом помешал ему принять участие в финальных матчах Кубка УЕФА, где «ВИЗ-Синара» дома обыграла «Динамо-Ямал», однако уступила в финале испанскому клубу «Интер Мовистар». В 2010 году небольшое повреждение прямо перед чемпионатом Европы не позволило ему отправиться на турнир.
В 2011 году был признан лучшим игроком чемпионата России.

## Достижения
Командные
- Серебряный призёр Чемпионата Европы по мини-футболу: 2012
- Обладатель Кубка УЕФА по мини-футболу: 2007/08
- Чемпион России по мини-футболу (5): 2008/09, 2009/10, 2013/14, 2020/21, 2024/25
- Серебряный призёр Чемпионата России по мини-футболу: 2023/24
- Бронзовый призёр Чемпионата России по мини-футболу: 2019/20
- Обладатель Кубка России по мини-футболу (4): 2006/07, 2016/17, 2021/22, 2022/23
- Обладатель Кубка Лиги по мини-футболу: 2024
- Полуфиналист чемпионата мира по мини-футболу: 2008
- Победитель молодёжного чемпионата Европы: 2008

Личные
- Лучший игрок чемпионата России: 2010/11
- Лучший нападающий чемпионата России (3): 2008/09, 2009/10, 2011/12
- Лучший молодой игрок мира: 2008

## Статистика
По состоянию на завершение Евро-2012

### Голы за сборную
| Голы Прудникова за сборную России | Голы Прудникова за сборную России | Голы Прудникова за сборную России | Голы Прудникова за сборную России | Голы Прудникова за сборную России | Голы Прудникова за сборную России | Голы Прудникова за сборную России |
| №                                 | Дата                              | Соперник                          | Счёт после гола                   | Счёт                              | Соревнование                      |                                   |
| --------------------------------- | --------------------------------- | --------------------------------- | --------------------------------- | --------------------------------- | --------------------------------- | --------------------------------- |
| 1                                 | 28 января 2008                    | Украина                           | 1:0                               | 2:1                               | Товарищеский матч                 |                                   |
| 2                                 | 2 октября 2008                    | Куба                              | 4:0                               | 10:5                              | ЧМ-2008                           |                                   |
| 3                                 | 6 октября 2008                    | Соломоновы острова                | 17:0                              | 31:2                              | ЧМ-2008                           |                                   |
| 4                                 | 6 октября 2008                    | Соломоновы острова                | 29:2                              | 31:2                              | ЧМ-2008                           |                                   |
| 5                                 | 8 октября 2008                    | Япония                            | 1:0                               | 9:1                               | ЧМ-2008                           |                                   |
| 6                                 | 8 октября 2008                    | Япония                            | 8:1                               | 9:1                               | ЧМ-2008                           |                                   |
| 7                                 | 11 октября 2008                   | Испания                           | 1:1                               | 5:2                               | ЧМ-2008                           |                                   |
| 8                                 | 14 октября 2008                   | Аргентина                         | 2:1                               | 2:2                               | ЧМ-2008                           |                                   |
| 9                                 | 10 февраля 2009                   | Венгрия                           | 3:0                               | 8:1                               | Товарищеский матч                 |                                   |
| 10                                | 18 января 2011                    | Бразилия                          | 1:0                               | 3:1                               | Товарищеский матч                 |                                   |
| 11                                | 18 января 2011                    | Бразилия                          | 2:1                               | 3:1                               | Товарищеский матч                 |                                   |
| 12                                | 24 февраля 2011                   | Финляндия                         | 1:0                               | 5:1                               | Отбор ЧЕ-2012                     |                                   |
| 13                                | 25 февраля 2011                   | Сербия                            | 1:0                               | 3:0                               | Отбор ЧЕ-2012                     |                                   |
| 14                                | 25 февраля 2011                   | Сербия                            | 2:0                               | 3:0                               | Отбор ЧЕ-2012                     |                                   |
| 15                                | 9 февраля 2012                    | Хорватия                          | 1:0                               | 4:2                               | ЧЕ-2012                           |                                   |